# Aga Khan II.

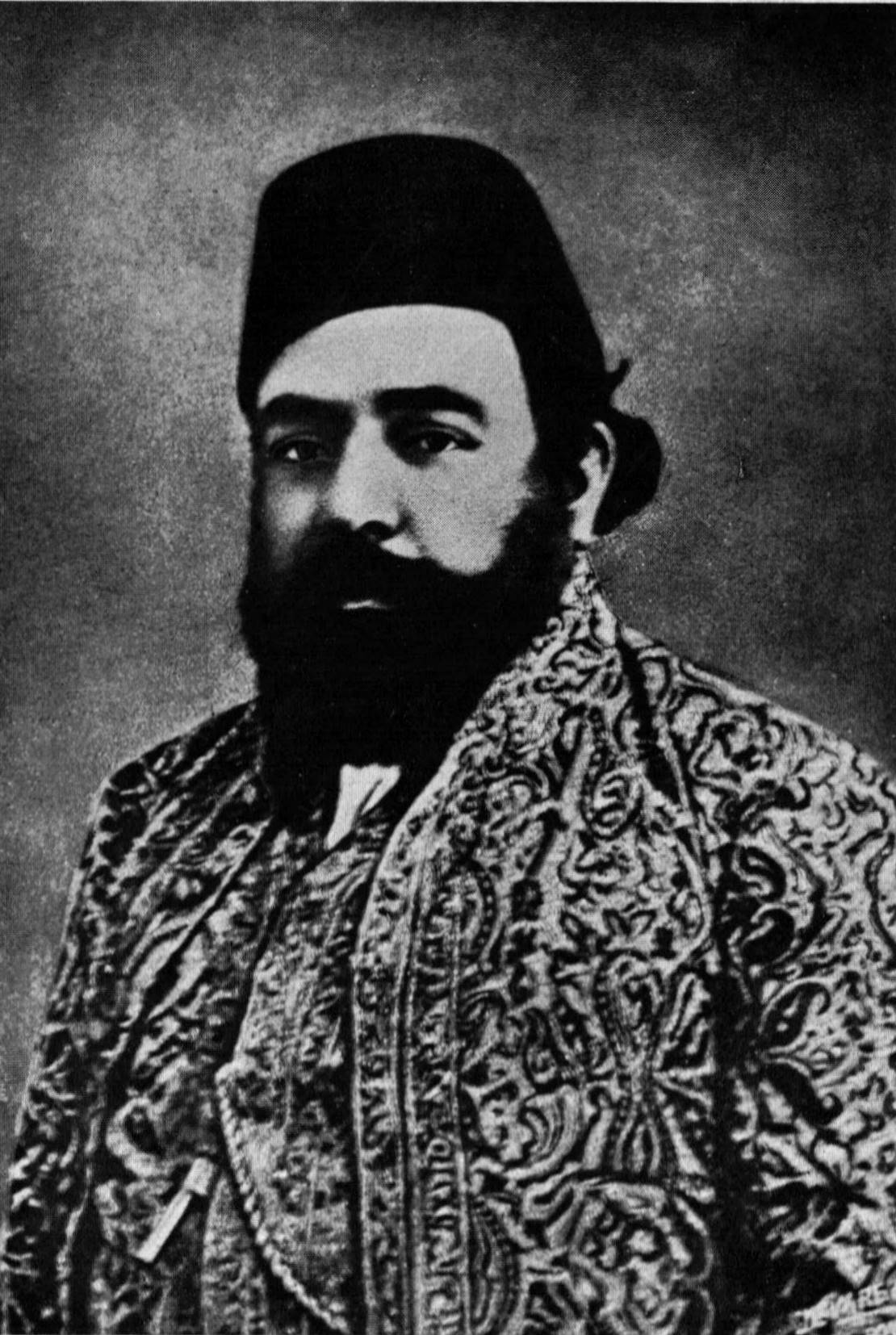
Aga Khan II.

Aga Khan II. (persisch آغا خان دوم Āghā Chān-e Duwwum bzw. آقا خان دوم Aqa Chān-e Duwwum, geboren 1830 bei Mahallat, Iran; gestorben 17. August 1885 in Pune, Britisch-Indien, heute Indien) war der Titel von Aqa Ali Schah (آقا علی شاه Āqā ‘Alī Schāh). Er war Mitglied der königlichen Kadscharen-Dynastie und wurde nach dem Tode seines Vaters 1881 zum 47. Imam der ismailitischen Nizariten.

## Leben
Aqa Ali Schah war der älteste Sohn von Aga Khan I. Seine Mutter war eine Tochter von Fath Ali Schah. Er verbrachte seine Kindheit in Mahallat und zog mit seiner Mutter 1840 in das damals osmanische Mesopotamien, wo er Arabisch, Persisch und die Lehren der ismailitischen Nizariten studierte. Gegen Ende der 1840er Jahre konnte er mit Genehmigung der Kadscharen-Herrscher nach Persien zurückkehren und zog 1852 mit seiner Mutter nach Bombay zu seinem Vater. Als Anwärter auf das Imamat seines Vaters besuchte er zahlreiche ismailitische Gemeinden in Britisch-Indien, insbesondere in Sindh, Kachchh und Kathiawar, und lebte einige Zeit in Karatschi.
Nach dem Tode seines Vaters 1881 wurde Aqa Ali Schah zum Imam und erbte zudem seinen Titel als Aga Khan. Er unterhielt wie sein Vater freundschaftliche Beziehungen zu den britischen Kolonialherren und hatte von 1880 bis 1885 einen Sitz im „Gesetzgebungs-Rat“ (Imperial Legislative Council) der Präsidentschaft Bombay unter dem Gouverneur James Fergusson inne. 1874 war er zum Mitglied einer Kommission ernannt worden, die eingesetzt wurde, um Auseinandersetzungen zwischen Anhängern der islamischen Gesetzgebung und der „Hindu-Gesetzgebung“, die auf dem Manusmriti beruhte, zu schlichten. Er förderte zahlreiche Bildungseinrichtungen für Muslime in Indien und unterstützte bedürftige Familien finanziell. In den vier Jahren seines Imamats konnte er zudem Kontakte mit seinen Glaubensgenossen auch am oberen Oxus, in Badachschan, Samarkand, Burma und Ostafrika knüpfen.
Wie sein Vater unterhielt er enge Kontakte zum Sufi-Orden Nematollahi. Dies beruht nicht zuletzt darauf, dass sowohl Aqa Ali Schah als auch der Ordensgründer Schah Nimatullah aus dem 15. Jahrhundert ihre Herkunft auf Dschaʿfar as-Sādiq und somit auf Mohammeds Cousin Ali zurückführten.
Aqa Ali Schah war dreimal verheiratet. Über seine ersten zwei Frauen, die beide in Bombay starben, ist nicht viel bekannt. Mit seiner ersten Frau Maryam Sultana hatte er zwei Söhne, Schihab ad-Din Schah (auch Aqa Khalil Allah genannt) und Nur ad-Din Schah, die beide in jungem Alter starben. Sein erstgeborener Sohn, geboren um 1851, schrieb einige Werke über muslimische Ethik. Er wurde 1882 von seinem Vater zum Pir ernannt, starb 1884 an Brustbeschwerden und wurde in Nadschaf beerdigt. Der Bruder Nur ad-Din starb um 1884 bei einem Reitunfall in Pune. Die zweite Ehefrau entstammte einer Familie aus Schiras und starb ebenfalls früh. Die dritte Ehefrau, Schams al-Muluk, war eine persische Adlige, Nichte von Mohammed Ali Schah und Enkelin von Fath Ali Schah. Aus dieser Ehe, die 1867 geschlossen wurde, entstammten drei Söhne, wovon zwei im Kindesalter starben. Sein einziger überlebender Sohn und Nachfolger war Sultan Mohammed Schah, der spätere Aga Khan III.
Der erste Aga Khan hatte die Zucht von Rennpferden als Familientradition in Bombay begonnen. Von seinem Vater erbte Aqa Ali Schah einige der weltweit schönsten Araberpferde. Beim Tode von Aqa Ali Schah erbte sein Sohn einen beeindruckenden Bestand an Falken, Jagdhunden und zwischen 80 und 90 Rennpferden. Bis zu seinem Tod war Aqa Ali Schah Präsident des Mohammedanischen Nationalverbandes (Muhammadan National Association), sowie Ehrenvorsitzender des „Pferderennsport-Club für Westindien“ (Western India Turf Club).
Aqa Ali Schah war ein geübter Reiter, daneben auch ein begeisterter Jäger, dessen Tigerjagden zu Fuß besondere Bekanntheit erlangten. Sein Sohn erinnert sich in seinen Aufzeichnungen, wie er mit seinem Vater durch Sindh, Kachchh und Kathiawar reiste und in Zelten übernachtete. Bei einer Jagd nach Wasservögeln im strömenden Regen bei Pune im Jahr 1885 zog sich Aqa Ali Schah eine schwere Erkältung zu, die schnell zu einer Lungenentzündung wurde, an der er acht Tage später starb. Seine Leiche wurde mit der Bahn zunächst nach Bombay gebracht und von dort aus nach Mesopotamien im Osmanischen Reich verschifft, wo er dann in Nadschaf unter großer Anteilnahme der Bevölkerung im Familienmausoleum am Westufer des Euphrat bestattet wurde.